# Dendrophagus crenatus
Dendrophagus crenatus là một loài bọ cánh cứng trong họ Silvanidae. Loài này được Paykull miêu tả khoa học năm 1799.